# 武中伟
武中伟（1995年10月12日—），河北邯郸人，中国残疾男子单板滑雪运动员，在2022年冬季残疾人奥林匹克运动会单板滑雪比赛项目上获得1金1铜。。

## 生平
2022年在北京冬残奥会单板滑雪比赛中分别获得男子障碍追逐LL1级铜牌和男子坡面回转(LL1级)金牌。